# Čárový lept
Čárový lept je hlubotisková technika využívající kresbu do vrstvy pevného krytu na kovové matrici a její následné vyleptání. Mimo čárového leptu byla zavedena řada dalších technik, které obměňují původní postup.

## Historie

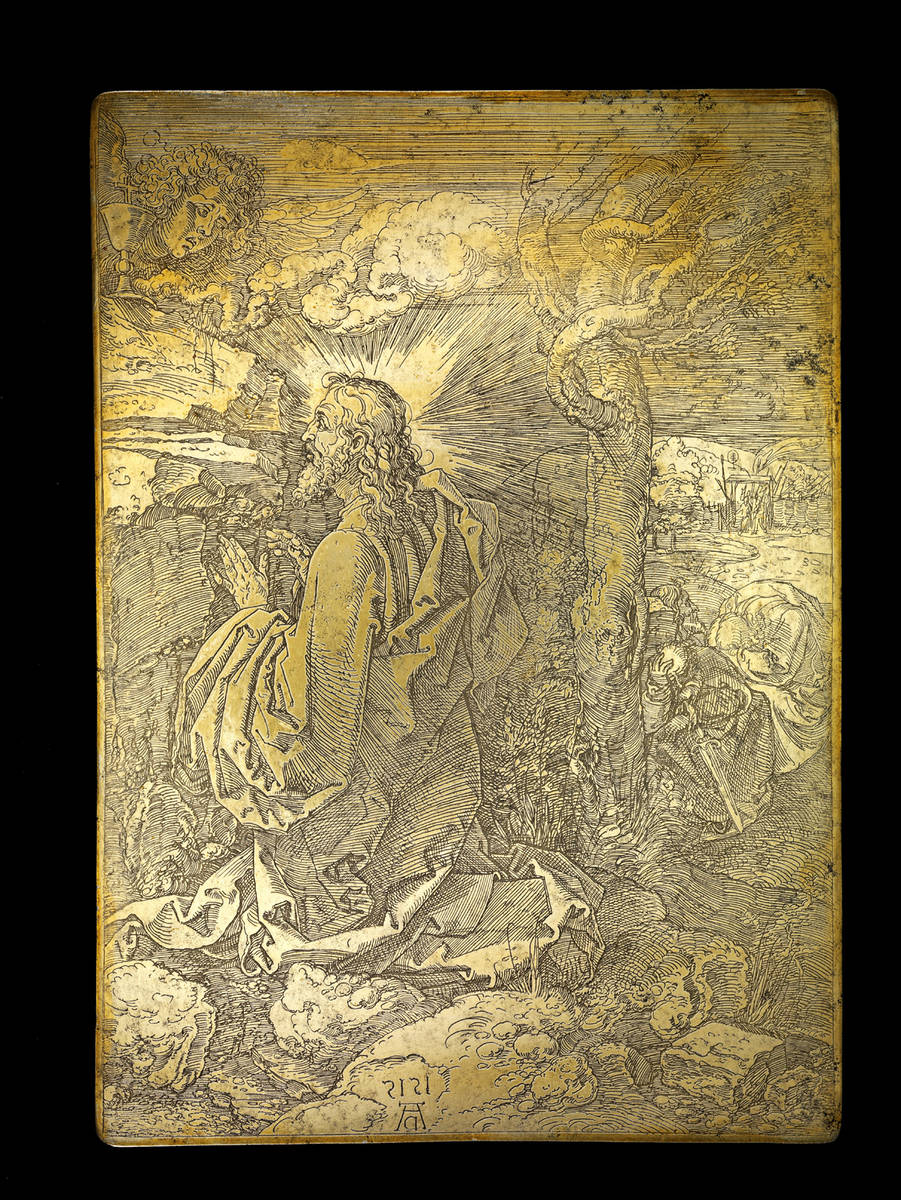
Albrecht Dürer, Kristus na hoře Olivetské, tisková deska, lept

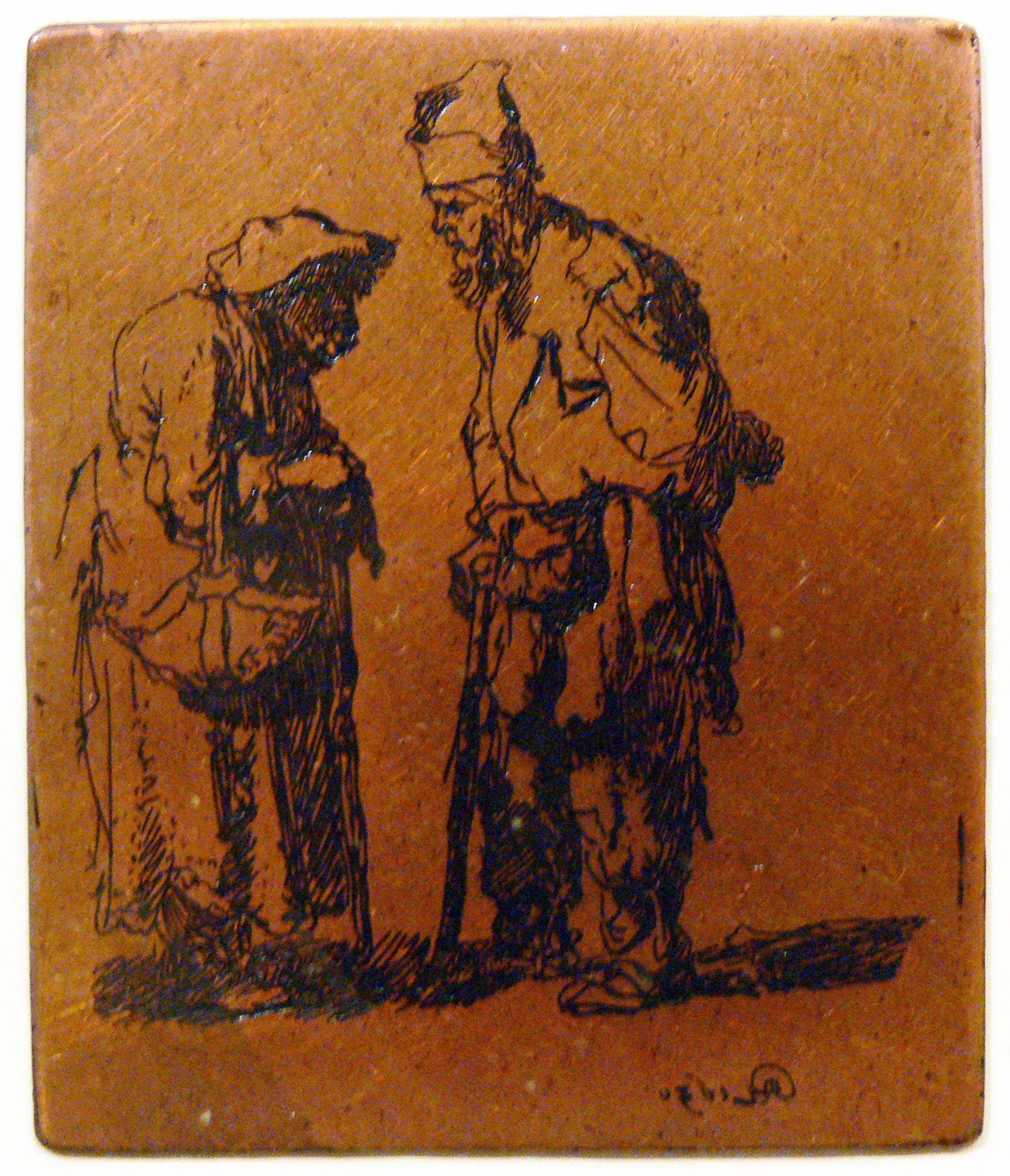
Rembrandt, žebrák a stará žena, (1630), měděná matrice, lept

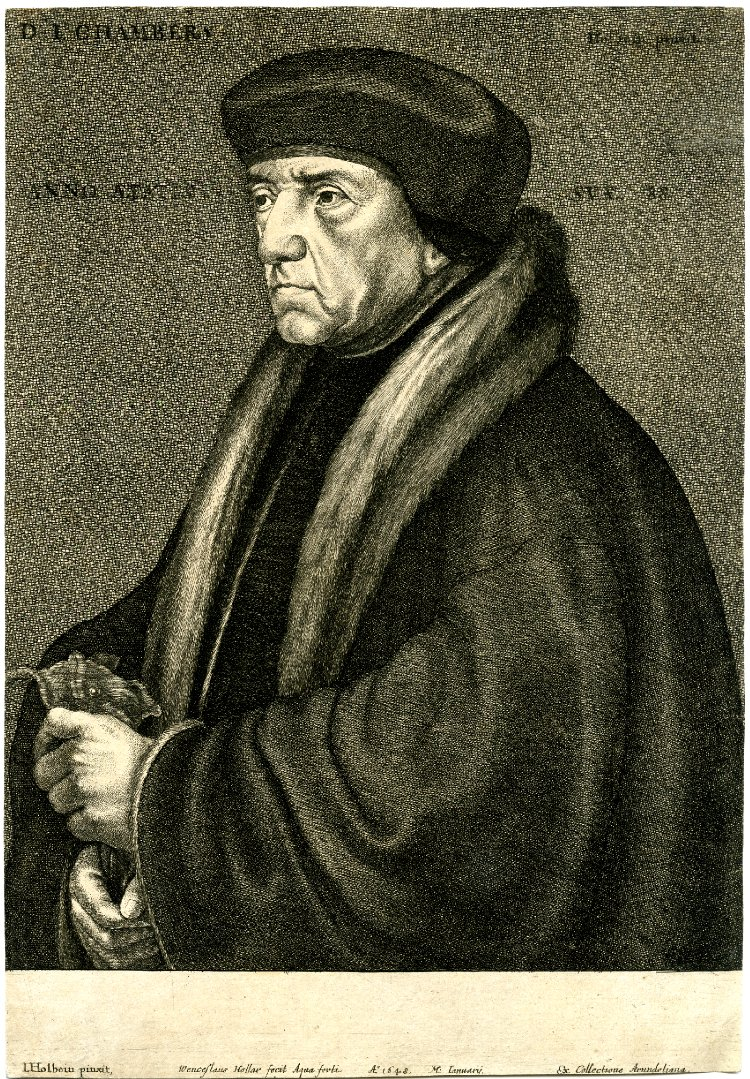
Václav Hollar, portrét Johna Chambre, lept

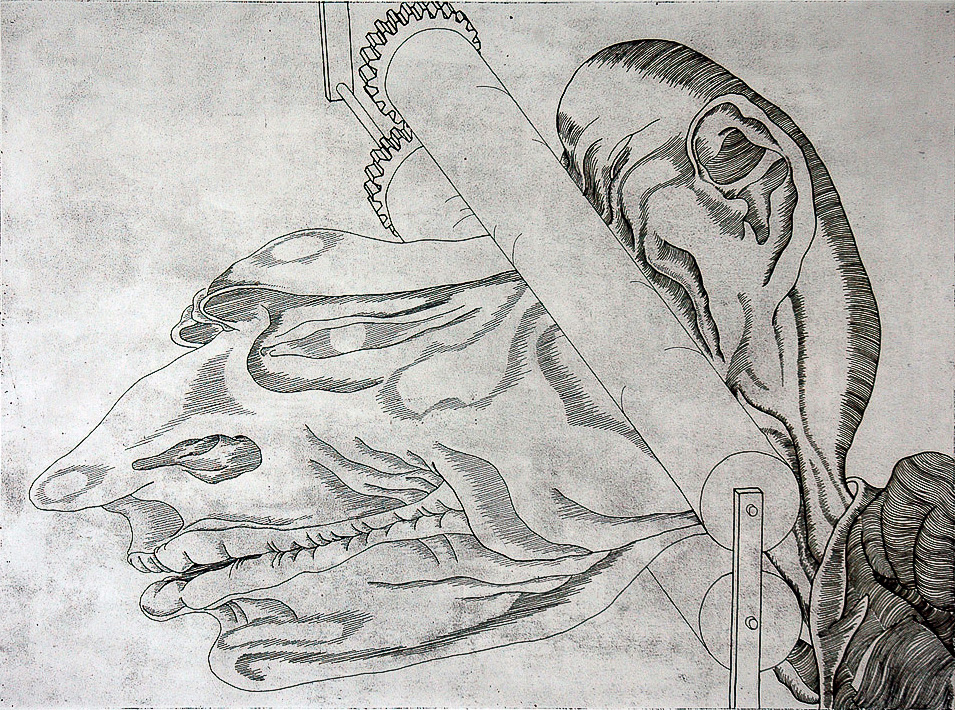
Karel Nepraš, Nepříjemná situace (1969), lept

Leptání do kovu je známo od středověku, kdy si tak ulehčovali práci řemeslníci, kteří zdobili zbraně, brnění nebo nádobí a své obtahy uchovávali ve vzornících. Jedním z nich byl Daniel Hopfer (kolem 1470–1536) z Augsburgu, který jako první užil lept do železné matrice kolem roku 1493. Veškeré rané lepty byly provedeny v železné desce, protože leptání v mědi nebylo známo. První datované lepty jsou Dürerův sv. Jeroným (1512) a dílo Urs Grafa z roku 1513. Lept do měděné desky, který zavedli patrně Italové, začal brzy konkurovat mědirytu.
S leptem do železné desky experimentoval Albrecht Dürer a po něm např. Sebald Beham, ale oba nebyli s výsledkem spokojeni a vrátili se k mědirytu. Také jiní umělci, jako Lucas van Leyden nebo Pieter Breughel podnikli s leptem jen několik pokusů. Lept sloužil jako pomocná technika k zachycení obrysů kresby při mědirytu, ale větší uplatnění našel až od druhé poloviny 16. století při tisku drobných komerčních ozdob. Bylo obvyklé, že umělci obě techniky kombinovali. Větší soubor portrétů technikou leptu zhotovil až Anthonis van Dyck (1599-1641).
Mistrovská grafická díla vytvořil leptem v mědi Rembrandt van Rijn a nikdo z dalších výtvarníků ho již nepřekonal. Rembrandt se technice leptu naučil během učednických let v Leydenu a teprve po něm se lept stal rozšířenou grafickou technikou. Významné inovace zavedl Francouz Jacques Callot. Měkký voskový kryt nahradil tvrdším lakem, užívaným výrobci louten, který lépe bránil náhodnému proleptání a tvorbě skvrn. Zavedl také opakované leptání desky s vykrýváním a vynalezl šikmo sbroušenou jehlu, tzv. ešop (échoppe), která umožňovala měnit šířku linií jako v mědirytu. Jeho následovník Abraham Bosse vydal roku 1645 první příručku techniky leptu, která byla přeložena do hlavních evropských jazyků.
K nejvýznamnějším umělcům, kteří techniku leptu užívali, patří Nizozemci: Adriaen van Ostade, Jan Both, Rainier Nooms Zeeman, Adriaen van de Velde, Carel Dujardin, Jan Lievens, Ferdinand Bol, Nicolaes Berchem, Allaert van Everdingen, Paulus Potter, Cornelis Bega, Anthonis Waterloo, Jacob Ruisdael, Italové: Frederigo Barocci, Guido Reni, Jusepe de Ribera, Salvatore Rosa, Stefano della Bella, Giovanni Battista Tiepolo a jeho syn Domenico, Giovanni Benedetto Castiglione, Canaletto, Bernardo Belotto a Giovanni Battista Piranesi, Francouzi: Jacques Callot, Claude Lorrain, Jean Honoré Fragonard, Gabriel St. Aubin, Eugène Delacroix, krajináři barbizonské školy (Jean-Francois Millet, Jean-Baptiste-Camille Corot, Théodore Rousseau, Charles-François Daubigny), Němec Adam Elsheimer, v Anglii Václav Hollar a později Seymour Haden a James McNeil Whistler, v Belgii Félicien Rops a James Ensor, ve Švédsku Anders Zorn.
Z českých umělců se leptu věnovali Julius Mařák, Max Švabinský, Tavík František Šimon, Vojtěch Preissig, Helena Emingerová, Zdenka Braunerová, v moderní poválečné grafice vytvořil významné lepty Jiří Sozanský, Karel Nepraš, Karel Pauzer, Jiří Anderle a další.

## Postup
Technika leptu umožňuje kresbu jehlou do vrstvy ochranného krytu, který neklade odpor. Protože nevyžaduje školení v rytectví, jako technicky náročný mědiryt, je pro malíře mnohem jednodušší. Kromě mědi lze použít i mosaz, která je tvrdší a snese větší počet tisků, nebo zinek, který je naopak měkčí a před tiskem je vhodné ho galvanicky poocelit. Deska o síle 1,5-2 mm, která musí být dokonale rovná, se přebrousí na ploše i hranách a odmastí plavenou křídou v lihu nebo v roztoku louhu. Pro přilnutí krytu není žádoucí příliš vyleštěná deska, proto je lépe povrch předem zmatnit třením křídou nebo krátkým ponořením do 3% roztoku kyseliny dusičné (měď).
Ochranný kryt se nanáší za tepla koženým válečkem nebo tamponem. Kryt musí být odolný vůči leptadlu, přilnavý, neprýskavý a dostatečně tuhý, aby netál teplem ruky. Receptury různých autorů se mírně liší, ale většinou jde o směs syrského asfaltu a mastixu nebo kalafuny, změkčenou včelím voskem. Vzájemný poměr složek určuje měkkost nebo tvrdost krytu, ale pro čárový lept je přibližný poměr 2:1:2 nebo 1:1:2. Pro nanášení krytu štětcem za studena lze rozpustit směs složek v terpentýnu nebo olejovo-syntetickém ředidle. Stejná směs se užívá k vykrývání vyleptaných ploch a ke korekturám při opakovaném leptání desky. Kryt je průsvitný a proto se před kreslením většinou začadí nad svíčkami. Zadní stranu desky je třeba před leptáním rovněž chránit krytem nebo přelepením plastickou fólií.
Kresbu lze na kryt přenést pomocí světlého kopírovacího papíru, který se užívá v krejčovských dílnách, světlým pastelem nebo popisovačem. Pro kreslení v krytu se užívají různě silné jehly s obroušenou špičkou, aby se nezarývaly do kovu, nebo jehla se šikmo sbroušeným hrotem (ešop), která pootáčením umožňuje plynule měnit sílu linie. Nejtmavší místa se tvoří hustým šrafováním. Vyryté linie se oprašují vlasovým štětcem a korektury nebo větší plošky světel ve šrafovaných partiích se provádějí tekutým krytem. Obvykle se provede celá kresba najednou a síla a hloubka linií se koriguje až během přerušovaného leptání postupným vykrýváním. Pro větší diferenciaci síly linií při jednorázovém leptání lze místa, kde mají být linie silnější, částečně prorýt ostrou jehlou do povrchu kovu. Mezi dokončením kresby a leptáním by neměla být dlouhá časová prodleva, aby odhalený povrch kovu neoxidoval.
Lept v měděné nebo mosazné desce se provádí roztokem chloridu železitého v destilované vodě (o hustotě 32-34° Bé) při teplotě kolem 24 °C. Vznikající vrstva chloridu měďnatého se průběžně stírá a vyčerpaný roztok leptadla se vyměňuje. Zinkové i měděné desky lze leptat zředěnou kyselinou dusičnou (zinek 1:5-1:7, měď 1:2-3), do které se přidává kamenec jako antioxidant. Leptání v kyselině probíhá rychleji a při delším působení se linie prohlubují i rozšiřují do stran a zvlňují po okrajích. K lokálnímu prohloubení kresby je možno na taková místa nanést silnější kyselinu s přídavkem arabské gumy pomocí štětce. Vytvořené bublinky plynu je třeba neustále stírat, aby bylo leptání plynulé.

### Tisk
Po dokončení leptání se deska důkladně omyje vodou, usuší a poté zbaví krytu benzinem. Drobné korektury kresby je možno udělat jehlou nebo rydlem, přeleptaná místa se zeslabí škrabkou a hladítkem. Je-li síla vyleptaných linií příliš slabá, pak se do vyleptané kresby zatře barva, zapráší asfaltovým prachem a celá deska se znovu pokryje tenkým nátěrem pevného krytu slabě obarveného tiskařsku barvou tak, aby kryt nepronikl do liní. Pak lze leptání opakovat.
Při tisku je možno do jisté míry provádět korekci tzv. retrusáží, kdy se tisková barva po naválení desky vytáhne do okolí rýh flanelem nebo mulem s jemnými chloupky, případně jemným přítlakem dlaně. Výsledkem je změkčení linií a prohloubení tonality. Pro tisk s retrusáží se užívá tzv. dlouhá (plastická) barva, zatímco pro ostřejší linie se užívá barva máslovité konzistence (krátká).
Linie leptu jsou na rozdíl od ostrých čar mědirytu mírně zrnité, na obou koncích tupé a obvykle mají různou hloubku. Ostrost čáry není po celé délce stejná, její okraje jsou rozechvělé, protože leptadlo působí do hloubky i do stran.